# کریستین کارراکیدو
کریستین کارراکیدو (انگلیسی: Cristian Carracedo؛ زادهٔ ۳۰ نوامبر ۱۹۹۵) بازیکن فوتبال اهل اسپانیا است.
از باشگاه‌هایی که در آن بازی کرده‌است می‌توان به باشگاه ورزشی رئال مایورکا اشاره کرد.